# The Contractor
The Contractor és un film generalment estatunidenc d'una barreja d'acció-drama-thriller estrenada en DVD als Estats Units el 10 de juliol del 2007. Basada en la història escrita per Robert Katz i André Farwagi (guió de Robert Foster i Joshua Michael Stern), dirigida per Rusnak, i protagonitzada per Wesley Snipes, Eliza Bennett, Lena Headey, Ralph Brown i Richard Harrington.

## Producció
Principalment, es va filmar a Sofia i Cardiff, i en part, a l'estat de Montana en 47 dies, entre el 31 de març i el 17 de maig de 2006.

## Distribució
El DVD va ser llançat a la Regió 1 dels Estats Units el 10 de juliol de 2007, i també a la Regió 2 del Regne Unit el 6 d'agost de 2007, es va distribuir per Sony Pictures Home Entertainment. Al voltant de 815.698 unitats de DVD han estat venudes, portant 15.524.680 $ d'ingressos.